# Márcio Amoroso
Márcio Amoroso dos Santos (5. července 1974, Brasília, Brazílie) je bývalý brazilský fotbalový útočník a reprezentant.

## Přestupy
- z Udinese Calcio do AC Parma za 28 000 000 eur
- z AC Parma do Borussie Dortmund za 25 000 000 eur

## Statistika
| Klub              | Sezóna  | Liga   | Liga | Pohár  | Pohár | LM či EL | LM či EL | Celkem | Celkem |
| Klub              | Sezóna  | Zápasy | Góly | Zápasy | Góly  | Zápasy   | Góly     | Zápasy | Góly   |
| ----------------- | ------- | ------ | ---- | ------ | ----- | -------- | -------- | ------ | ------ |
| Guarani FC        | 1992    | 0      | 0    | ?      | ?     | ?        | ?        | ?      | ?      |
| Tokyo Verdy       | 1993    | 0      | 0    | ?      | ?     | ?        | ?        | ?      | ?      |
| Guarani FC        | 1994    | 26     | 19   | ?      | ?     | ?        | ?        | ?      | ?      |
| Guarani FC        | 1995    | 13     | 9    | ?      | ?     | ?        | ?        | ?      | ?      |
| Flamengo          | 1996    | 16     | 6    | 5      | 1     | ?        | ?        | ?      | ?      |
| Udinese Calcio    | 1996/97 | 28     | 12   | 1      | ?     | ?        | ?        | ?      | ?      |
| Udinese Calcio    | 1997/98 | 25     | 5    | 4      | 1     | 4        | ?        | ?      | ?      |
| Udinese Calcio    | 1998/99 | 33     | 22   | 6      | 2     | 2        | ?        | ?      | ?      |
| AC Parma          | 1999/00 | 16     | 4    | ?      | ?     | ?        | ?        | ?      | ?      |
| AC Parma          | 2000/01 | 23     | 7    | 6      | 4     | 5        | 3        | 34     | 14     |
| Borussia Dortmund | 2001/02 | 31     | 18   | 1      | 1     | 11       | 7        | 43     | 26     |
| Borussia Dortmund | 2002/03 | 24     | 6    | 4      | 2     | 9        | 3        | 37     | 11     |
| Borussia Dortmund | 2003/04 | 4      | 4    | ?      | ?     | 2        | 2        | ?      | ?      |
| FC Málaga         | 2004/05 | 29     | 5    | ?      | ?     | ?        | ?        | ?      | ?      |
| São Paulo FC      | 2005    | 22     | 12   | 0      | 0     | 4        | 2        | 28     | 16     |
| AC Milan          | 2005/06 | 4      | 1    | ?      | ?     | ?        | ?        | ?      | ?      |
| Corinthians       | 2006    | 12     | 2    | ?      | ?     | ?        | ?        | ?      | ?      |
| Grêmio            | 2007    | 6      | 0    | ?      | ?     | ?        | ?        | ?      | ?      |
| Aris Soluň        | 2007/08 | 9      | 1    | ?      | ?     | ?        | ?        | ?      | ?      |
| Celkově           | Celkově | 321    | 133  | ?      | ?     | ?        | ?        | ?      | ?      |

## Úspěchy

### Klubové
- 1× vítěz ligy provincie Ria (1996)
- 1× vítěz brazilské ligy (1991)
- 1× vítěz japonské ligy (1993)
- 1× vítěz německé ligy (2001/02)
- 1× vítěz italského Superpoháru (1999)
- 1× vítěz Ligy mistrů (2006/07)
- 1× vítěz Taça Guanabara (1996)
- 1× vítěz Taça Rio (1996)
- 1× vítěz Copa Libertadores (2005)
- 1× vítěz mistrovství světa klubů (2005)

### Reprezentační
- 1× na Copa América (1999 - zlato)

### Individuální
- 1× nejlepší hráč ligy (1994)
- 2× nejlepší střelec ligy (1998/99, 2001/02 – 18 gólů)[1]
- 1× nejlepší střelec mistrovství světa klubů (2005)